# بی‌دگردیسی
بی‌دگردیسی (به انگلیسی: Ametabolism) نوعی رشد یا چرخه زندگی در حشرات است که در آن دگردیسی جزئی یا بدون دگردیسی وجود دارد و تنها اندازه آنها به تدریج افزایش می‌یابد. این پدیده تنها در حشرات آغازین بدون بال وجود دارد: مانند راسته‌های کهن‌آروارگان و یوغ‌تنان.